# Географические открытия
Географическое открытие — нахождение новых географических объектов или географических закономерностей

## Вступление
На ранних этапах развития географии преобладали открытия, связанные с нахождением новых географических объектов. С развитием географии как науки всё большее значение приобретают открытия, приводящие к выявлению эмпирических и теоретических закономерностей, углублению познания сущности географических явлений и их взаимосвязей.
Речь идет о двух группах географических открытий — территориальных и теоретических. Первая её группа (территориальные открытия) характеризуется как "географические открытия в их традиционной трактовке, то есть открытия, связанные с созданием карты земного шара (включая и океанографические открытия).
Уровни территориальных и акваториальных открытий, обусловленные историческими этапами в процессе познания поверхности земного шара:
1. Первоначальный этап территориальных открытий, связанный с появлением зачатков науки, зачатков карты — этап открытий локального (местного) уровня, когда географический кругозор открывателей, как правило, еще очень узок — ограничен обычно локальными рамками обитания отдельных племен. Вместе с тем и на этом этапе были совершены выдающиеся открытия. Например, первооткрытие Полинезии принадлежит к числу самых замечательных событий, относящихся к открытиям локального уровня.
2. Этап открытий регионального уровня — новая ступень территориальных открытий, связанная преимущественно с географическими знаниями разных народов древнего мира и средневековья о тех или иных регионах и странах мира. На этом этапе обширные территории Америки (Мексика, Центральная Америка, Андское нагорье) были открыты инками, ацтеками, майя; состоялись открытия викингов в Северной Америке.
3. Этап территориальных открытий мирового (глобального) уровня, обусловленный новой ступенью в истории человечества, связанный с зарождением и развитием капиталистического производства, созданием мирового рынка, значительным расширением географического кругозора народов различных континентов и стран. Все открытия этого уровня находят освещение на мировой географической карте, включающей оба полушария Земли.

Н. Г. Фрадкиным (1972) была предпринята попытка выявления уровней открытий физико-географических закономерностей, то есть теоретических географических открытий. 
Он выделил:
- открытия элементарно-хорологического уровня, к которым, в частности, относятся некоторые открытия XV—XVII вв., касающиеся природной зональности (установление последовательных изменений растительности с высотой и т. п.), пространственных соотношений отдельных природных элементов и простейших причинных зависимостей, вызывающих эти соотношения;
- открытия компонентно-исторического уровня, примером чего является новый уровень открытий зональных закономерностей, отчетливо выраженный в трудах А. Гумбольдта, для которого наиболее важным представлялось «отыскание законов природы, исследование порядка, необходимо связывающего все явления, все изменения, происходящие во вселенной» . В этом отношении характерно название одной из работ Гумбольдта — «О закономерностях, наблюдаемых в распространении растений»;
- открытия комплексно-динамического уровня (конец XIX—XX вв.), переход к которым связан с выявлением новых зональных закономерностей. Важным рубежом в этом процессе стали открытия В. В. Докучаева, установление им целостности к неразрывности географической среды.

Анализируя характер теоретических открытий в социально-экономической географии, Ю. Г. Саушкин выделяет следующие пути (области исследования), ведущие к экономико-географическим открытиям:
1. социально-экономические карты как первичное открытие;
2. открытия, связанные с генерализацией карт и картометрическим анализом;
3. составление карт различных социально-экономических (экономико-географических) полей с нанесенными на них статистическими поверхностями методом изолиний, что позволяет выявить современный социально-экономический «рельеф» и его исторические изменения.;
4. исследования территориальной организации экономико-географических «каркасов»;
5. открытие социально-экономических территориальных систем;
6. открытие экономико-географических структур[2]

## Периодизация географических открытий
А. Г. Исаченко (1971) предложил следующую периодизацию развития географических открытий и идей:
- I — античная география;
- II — география средневековья;
- III — эпоха Великих географических открытий и начало нового времени (XV в. — последняя треть XVIII в.);
- IV — география нового времени (последняя треть XVIII в. — конец XIX в.);
- V — зарождение современной географии (конец XIX — начало XX вв.);
- VI — география новейшего времени (1918—1945 гг.);
- VII — современная география (с 1945 г. по настоящее время).

## Античная география
В античный период зачатки географических знаний тесно переплетаются с мифологией. Географические представления являются частью материалистических космогоний. Формируются умозрительное представление о Земле как о диске.
Возникает идея ойкумена как обитаемой части Земли, появляются первые теории высыхания моря и разрабатываются основы природной зональности. В это время существуют два умозрительных представления о Земле (диск и шар), появляются первые научные доказательства шарообразной фигуры Земли и делается попытка измерения земного шара. Построена картографическая сетка с учетом сферичности Земли.
Существует предположение о существовании других материков (гипотеза четырех материков). Зарождаются элементы географии растений, геоморфологии и др. Широко используются данные астрономии, математики и физики. Создается карта ойкумены с применением сетки. Разрабатывается природное районирование в физической географии. Развиваются учения о процессах, изменяющих поверхность Земли. Происходит постоянное расширение пространственного горизонта в связи с римскими завоеваниями. Пространственный горизонт расширяется до 16,5° ю. ш.
Происходит широкое распространение христианской идеологии при сохранении некоторых античных идей в компилятивных сочинениях светских писателей.

## По странам
Уже в древние времена люди стремились расширить свои знания о соседних землях, основать торговые дороги для обмена продуктами и изделиями. Древние египтяне более 6 тысяч лет назад путешествовали по Африке. В середине III тысячелетия до н. э. они начали выходить в Средиземное море для перевозки по нему товаров из других стран.
Во II тысячелетии до н. э. финикийцы, жившие на восточном побережье Средиземного моря, приступили к освоению морских просторов: они основывали несколько колоний на Кипре, обогнули с юга Малую Азию, плавали к Балканскому, Апеннинскому и Пиренейскому полуостровам, открыли Сицилию, Сардинию и прочие острова. Их корабли доставляли деревья, вино, оливковое масло, рабов и другие грузы в Египет. В VII в. до н. э. финикийцы обогнули Африку. Плавая вдоль её побережья, они нашли обширный залив с удобной гаванью и основали там Карфаген, ставший одним из крупнейших портов и городов-государств в античном Средиземноморье. Возможно, именно финикийцы сделали важное открытие: впервые прошли узким проливом между Испанией и Африкой, по обе стороны которого возвышаются остроконечные скалы Гибралтар и Сеута, и вышли в Атлантический океан. По другой версии, первыми там прошли жители острова Крит.
Шумеры из Месопотамии в III тысячелетии до н. э. предпринимали морские экспедиции вокруг Аравии. Эламиты, соседи шумеров, преодолели окружающие их горы и вышли к далёким для них берегам Каспийского моря.
Географическими открытиями прославилось греческое племя ахейцев: они прошли из Средиземного моря в Чёрное. Финикийцы исследовали побережье Атлантического океана вдоль Европы. Индийцы, освоив Индо-Гангскую равнину, вышли к берегам Аравийского моря и в Гималаи. Цивилизация, зародившаяся на Великой Китайской равнине, расширила свои владения от побережья Тихого океана до Тибетского нагорья. В V веке до н. э. в Древней Греции возникла наука география.

## Древняя Греция
Древнегреческая цивилизация сделала такой огромный вклад в открытие нашей планеты, его трудно переоценить. Хотя греческие географические открытия были сделаны преимущественно в Европе, однако именно древнегреческие ученые, объединив достижения Востока и Запада, сумели не только передать потомкам живую мудрость тысячелетий, но и разработать несколько важных теорий. Среди важнейших достижений древних греков — учение о сферичности Земли и теория единства Мирового океана. К возникновению этих теорий греки представляли себе землю в виде плоского диска, в центре которого находится Средиземное море, а вокруг него расположены все страны мира. Греки издавна бороздили моря. Большую часть открытий они совершили в Средиземном море, но именно они первыми проплыли у западных берегов Европы. К середине I тысячелетия до н. э. греки уже были хорошо знакомы с берегами не только Эгейского моря и Адриатики, Ионического , Тирренского, Лигурийского и других морей, относящихся к Средиземноморью, но проникли и в Чёрное море. Они основали колонии в Крыму (Херсонес и Пантикапей), на северном берегу Азовского моря (Танаис) и другие.
Одним из самых удивительных путешествий в истории остаётся таинственное плавание на север грека из Массалии Пифея между 350—320 г. до н. э. Этот путешественник и географ создал трактаты «Об океане» и «Описание земли». До нашего времени они не сохранились, но известны нам в изложении других учёных. Пифей был хорошим астрономом, знание звёздного неба помогало ему определять своё местонахождение на земле. Во время длительных плаваний вдоль берегов Северной Европы он наблюдал северные приливы и впоследствии описал их. Обследовав берега Бретани, Пифей пересёк Ла-Манш и высадился в Корннуолле, где установил дружественные отношения с рудокопами, добывавшими олово. Пифей изучал обычаи туземцев, поэтому он считается одним из первых этнографов. Затем он совершил плавание вокруг Британии и описал её как треугольный остров. Пифей рассказывал, что к северу от Британии находится таинственный остров Туле. Споры о местонахождении этого острова не утихали много веков, его название вошло в литературу как символ самой дальней точки известного мира, и с тех пор Ултима Туле означает край света. Очевидно, это западное побережье современной  Норвегии под 64° с. ш., или же Исландия.

## Древний Рим
Римляне, как ранее греки стремились расширить ойкумену. Они открыли и завоевали Центральную, Западную Европу, острова, называемые ныне Британскими, весь Пиренейский полуостров, часть Восточной Европы, а также значительные территории в Азии и Африке.
В конце III века до н. э. пал оплот финикийцев в Африке — Карфаген, и Рим стал сильнейшим государством Западного Средиземноморья. Римляне захватили принадлежавшие Карфагену острова Сардинию и Корсику, сделав их вместе с Сицилией римскими провинциями. Вначале II века до н. э. римлянам удалось подчинить себе центральные области Иберийского полуострова, образовав на покорённых территориях две провинции-Ближнюю и Дальнюю Испании.
Вскоре Рим разгромил союз балканских государств, став влиятельной силой в Восточном Средиземноморье. В середине II в. до н. э. Македония была превращена в римскую провинцию. Все города-государства Греции, за исключением Афин и Спарты, также попали в зависимость от римских наместников. На территории Карфагена была создана провинция Африка, Пергамское царство было превращено в римскую провинцию Азия.
Рим подчинил значительную часть Малой Азии и Кипр, свою зависимость от него признали Армения (66 г. до н. э.) и Боспорское царство (63 г. до н. э.). В 67—66 гг. до н. э. римляене овладели Критом, в 64 г. до н. э. ликвидировали державу Селевкидов и образовали на территории Сирии и Палестины провинцию Сирия; в 63 г. до н. э. подчинили Иудею.
В середине I в. до н. э. римский император Юлий Цезарь овладел всей территорией Галлии вплоть до Рейна. Цезарь разгромил нумидийского царя Юбу Старшего и присоединил его царство к Римскому государству. В 30 г. до н. э. был и захвачен Египет. Таким образом, в результате завоеваний III—I вв. до н. э. Рим превратился в мировую державу, а Средиземное море стало «Внутренним римским озером».